# Стівен Джерард Боуен

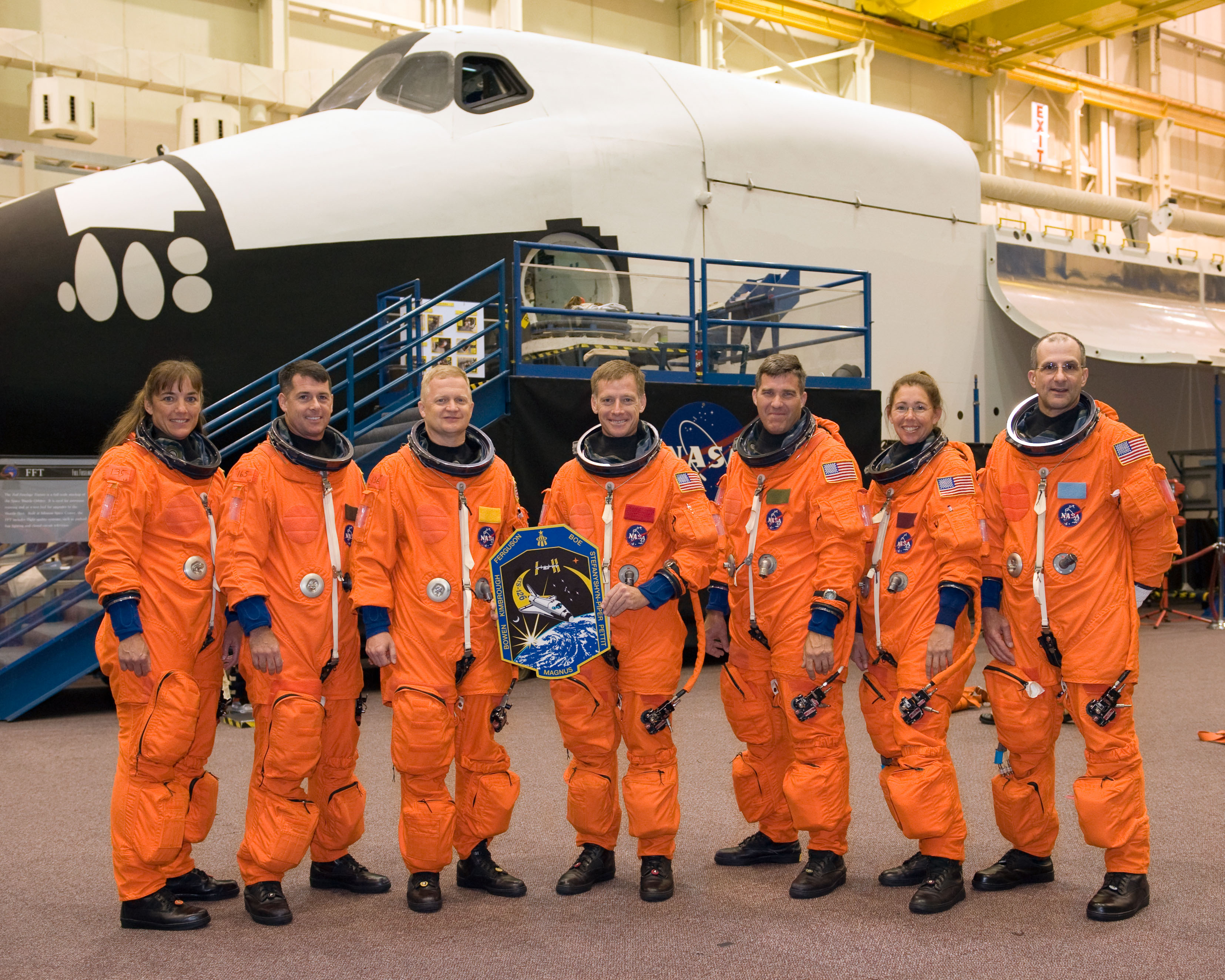
Екіпаж STS-126:Зліва направо: Магнус, Боуен, Петтіт, Фергюсон, Боу, Кимбро, Стефанишин-Пайпер

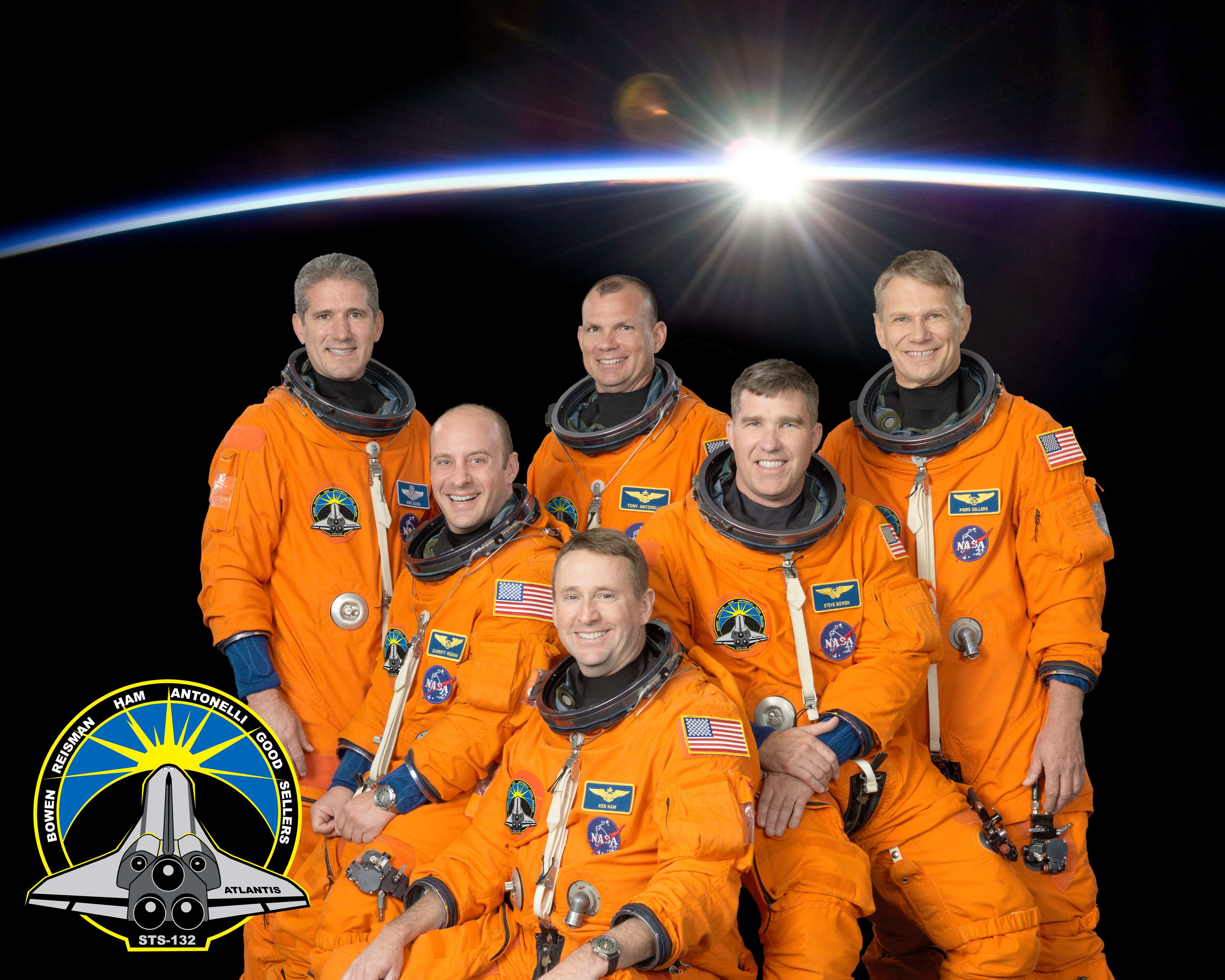
Екіпаж STS-132:Попереду: Кенет Хем, ззаду зліва направо: Майкл Гуд, Гаррет Рейсман, Тоні Антонеллі, Стівен Боуен, Пірс Селлерс

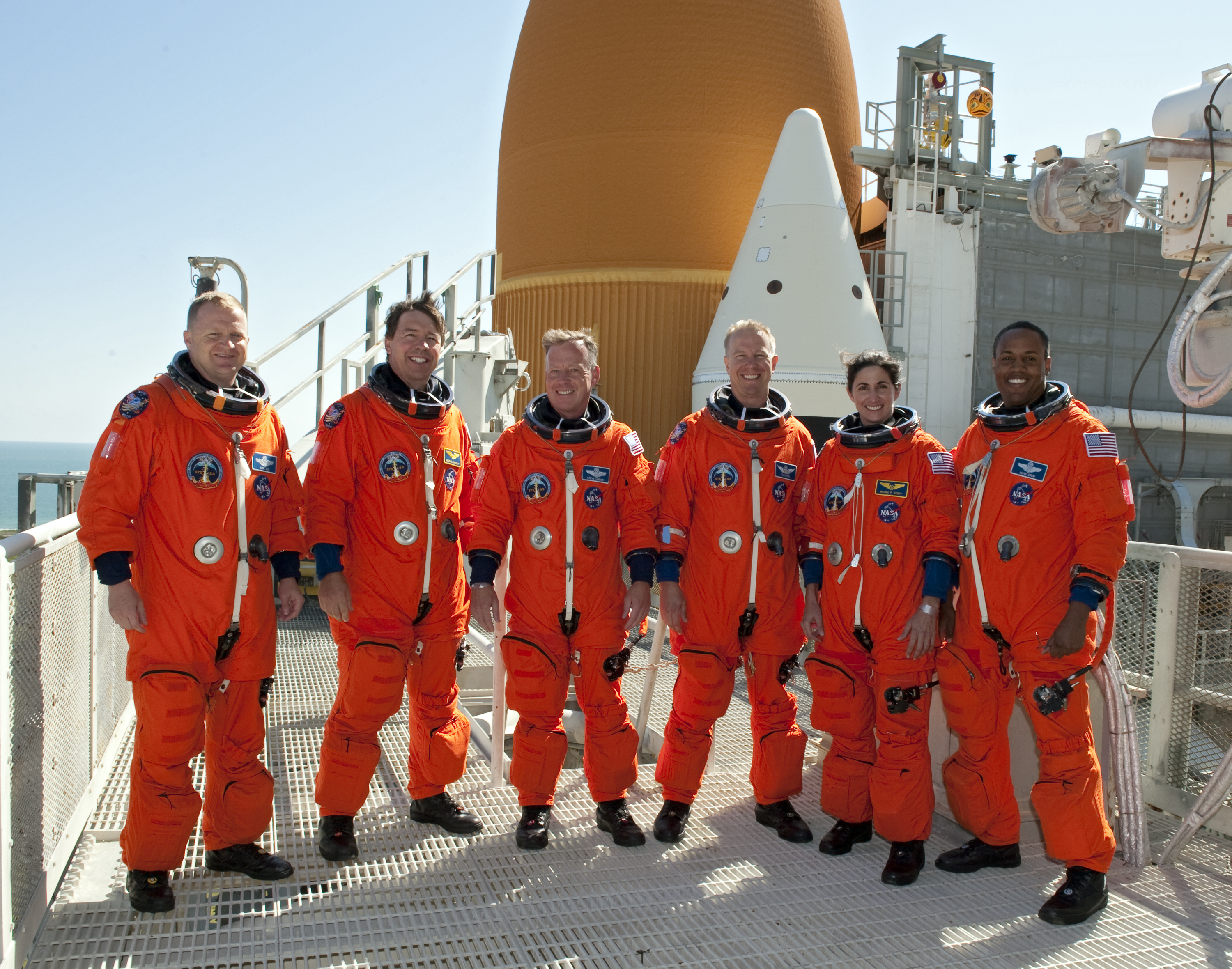
Eкіпаж STS-133: (зліва направо) Ерік Боу, Майкл Барратт, Стівен Ліндсі, Тімоті Копра, Ніколь Стотт, Елвін Дрю

Стівен Джерард Боуен (англ. Stephen Gerard Bowen; 13 лютого 1964, Кохассет, Массачусетс, США) — американський підводник і астронавт. Другий американський підводник, який здійснив космічний політ.

## Освіта та наукова кар'єра
Народився 13 лютого 1964 року в Кохассеті, штат Массачусетс (США). Там, в 1982 році, закінчив школу (англ. Cohasset High School). 1986 року здобув ступінь бакалавра з електротехніки у Військово-морській академії США. У 1993 році Боуен закінчив Массачусетський технологічний інститут і став морським інженером.

## Військова кар'єра
Після навчання в школі підводників Боуен три роки служив на підводному човні (англ. USS Parche SSN-683), а потім на (англ. USS Pogy SSN-647) і (англ. USS Augusta SSN-710) морським інженером. Під час військової служби, Боуен був кваліфікований як командир атомного підводного човна.
У 1997 році Стівен Боуен був направлений на службу в Команду спеціальних операцій США (англ. United States Special Operations Command),  працював в групі перспективного планування.
У 1999 році, протягом дев'яти місяців, працював інспектором з реакторів і двигунів підводних човнів у Комісії з інспекції та огляду підводних човнів ВМС США (INSURV).
У травні 2000 року Боуен став виконавчим директором підрозділу підготовки до введення в експлуатацію першого підводного човна класу «Вірджинія».

## Кар'єра астронавта
У липні 2000 року Стівен Боуен був відібраний в групу підготовки астронавтів, він став першим підводником серед відібраних в астронавти. З серпня 2000 року Боуен проходив дворічну космічну підготовку як фахівець польоту. Потім він почав роботу в групі технічної підтримки МКС.
Стівен Боуен здійснив чотири космічні польоти. Перший раз в космос він вирушив в листопаді 2008 року як член екіпажу шаттла STS-126. В ході цього польоту Боуен тричі виходив у відкритий космос: 06 год. 52 хв.; 06 год. 57 хв.; 06 год. 07 хв.
Другий політ Боуен здійснив у травні 2010 року в екіпажі шаттла STS-132. В ході цього польоту Боуен зробив два виходи у відкритий космос: 07 год. 25 хв.; 07 год. 07 хв.
У березні 2011 року Боуен здійснив третій космічний політ в екіпажі шаттла STS-133. Був призначений до складу екіпажу «Дискавері» у січні 2011 року на заміну, коли Тімоті Копра отримав травму. В ході польоту Боуен здійснив ще два виходи у відкритий космос: 06 год. 34 хв.; 06 год. 14 хв.
Вчетверте, Боуен здійснив політ у космос 2 березня 2023 року як командир космічного корабля Crew Dragon Endeavour в ході шостого робочого пілотованого польоту SpaceX Crew-6 до МКС, тривалість польоту склала 180 днів.
Загальний час перебування Боуена в космосі становить 226 діб 8 годин 43 хвилини. Загалом Боуен здійснив 10 виходів у відкритий космос загальною тривалістю 65 годин 57 хвилин.

## Джерело
- Офіційна біографія НАСА(англ.)